# Kreis Kleve
Kreis Kleef (Duits: Kreis Kleve) is een Kreis in het noordwesten van de Duitse deelstaat Noordrijn-Westfalen. De Kreis telt 313.586 inwoners (31 december 2020) op een oppervlakte van 1.232,99 km². Op 31 december 2020 had 17,59% van de inwoners een niet-Duits staatsburgerschap (55.150 niet-Duitsers) en had 4,75% van de inwoners het Nederlandse staatsburgerschap (14.880 Nederlanders). 

## Geografie
De hoofdstad Kleef is gelegen in het noordwesten van Noordrijn-Westfalen tien kilometer ten zuiden van de rivier de Rijn, in het Duitse Nederrijngebied. De Kreis grenst aan de Nederlandse provincies Limburg en Gelderland in het westen en aan de Kreise Borken in het noordoosten, Wesel in het oosten en aan Viersen in het zuiden. Kleve kan de meest Nederlandse Kreis van Duitsland genoemd worden. Het dialect van Kleef en omgeving, het Kleverlands, wordt taalkundig zelfs tot het Nederlands gerekend.

## Geschiedenis
Delen van de huidige Kreis Kleve zijn lang onderdeel geweest van Opper-Gelre. Nederlandse invloeden zijn in Kreis Kleve hier en daar nog te herkennen, bijvoorbeeld in namen, de architectuur en in het kreiswapen dat rechts (in de heraldische 'linkerhelft') de gouden leeuw van Gelre toont. Ten zuiden ervan lag het eveneens tot de Nederlanden behorende hertogdom Gulik (Jülich). Het oude Opper-Gelre en de van oorsprong Kleverlands sprekende bevolking in Hertogdom Kleef zijn in de tweede helft van de 19e eeuw langzamerhand verduitst. Tot ver in de 19e eeuw werd het Nederlands in dit gebied als ambtstaal gebruikt, en tot aan de Tweede Wereldoorlog werd het Nederlands zelfs nog in enkele kerken als kerktaal gebezigd. Vanaf 1936 was dat niet meer toegestaan.
Na de Franse tijd werd besloten dat de grens tussen Nederland en het toenmalige Pruisen op de afstand van een kanonschot ten oosten van de Maas zou komen. De meest recente veranderingen in het grensverloop met Nederland vonden plaats na de Tweede Wereldoorlog. Tussen 1949 en 1963 waren een kleine gedeeltes van het grondgebied van de huidige Kreis, namelijk Elten en het grootste deel van Suderwick, geannexeerd door Nederland. 125 hectare (ongeveer een vierkante kilometer) van het grondgebied van Wyler bleef bij Nederland toen in 1963 de andere delen werden teruggegeven.

## Steden en gemeenten
| Steden | Gemeenten                                                                                   |
| --- | ------------------------------------------------------------------------------------------- |
| 1. Emmerik (Emmerich am Rhein) 2. Gelderen (Geldern) 3. Goch 4. Kalkar 5. Kevelaer 6. Kleef (Kleve) 7. Rees 8. Straelen | 1. Bedburg-Hau 2. Issum 3. Kerken 4. Kranenburg 5. Rheurdt 6. Uedem 7. Wachtendonk 8. Weeze |

## Kentekens
| Jaar | KLE     | GEL    | Totaal  |
| ---- | ------- | ------ | ------- |
| 2022 | 230.822 | 48.766 | 279.588 |
| 2021 | 230.530 | 45.490 | 276.020 |
| 2020 | 230.105 | 41.220 | 271.325 |
| 2019 | 230.773 | 34.587 | 265.360 |
| 2018 |         | 25.831 |         |
| 2017 |         | 20.881 |         |
| 2016 | 235.077 | 15.764 | 250.841 |
| 2015 | 235.145 | 10.282 | 245.427 |
| 2014 |         | 4.452  |         |

In Kreis Kleef begonnen alle nieuwe kentekens tussen 1975 en 2014 met KLE (van 'Kleef'). Sinds 10 juni 2014 zijn kentekens die met GEL (van 'Geldern') beginnen ook weer toegestaan. Aanvragers hebben sindsdien de keuze voor KLE of GEL. Het aantal kentekens beginnend met 'GEL' steeg van 2014 tot en met 2022 gestaag van 4.452 naar 48.766.
Op 1 januari 1975 werd bij bestuurlijke herindelingen de Kreis Geldern opgeheven en werden de betreffende plaatsen onderdeel van Kreis Kleef. De kentekens in de voormalige Kreis Geldern begonnen met de letters 'GEL'. Vanaf 1 januari 1975 werden er geen nieuwe kentekens meer uitgegeven met de letters 'GEL' en verdwenen deze langzaamaan uit het straatbeeld. In 2011, 36 jaar na de opheffing van de Kreis Geldern, reden er nog slechts 340 voertuigen met een oud kenteken met 'GEL' − voornamelijk in de landbouwsector.
In mei 2011 deed de lokale krant Rheinische Post verslag van een rondvraag door studenten van de universiteit van Heilbronn. Zij hadden voorbijgangers in Geldern gevraagd of ze voor de herinvoering van de GEL-nummerplaten waren. Er werden 222 mensen ondervraagd, 74,1 procent van de mannen en 80,4 procent van de vrouwen was voorstander van de oude nummerplaat. In september 2011 reageerden politici: aan de burgemeester van Geldern, Ulrich Janssen werd gevraagd een resolutie te ondertekenen waarin nog 17 andere steden opriepen tot herinvoering van 'GEL' en andere verlopen kentekens. 
Op 10 april 2014 besloot de districtsraad (Kreisausschuss) met zeven stemmen tegen en vijf onthoudingen, bij meerderheid om bij de staat een aanvraag in te dienen voor de herinvoering van de GEL-kentekenplaat. Dit was mogelijk geworden door een kentekenliberalisering in 2012, waardoor de oude districten ervoor konden kiezen de van oudsher bekende afkortingen weer te gaan gebruiken.

## Afbeeldingen

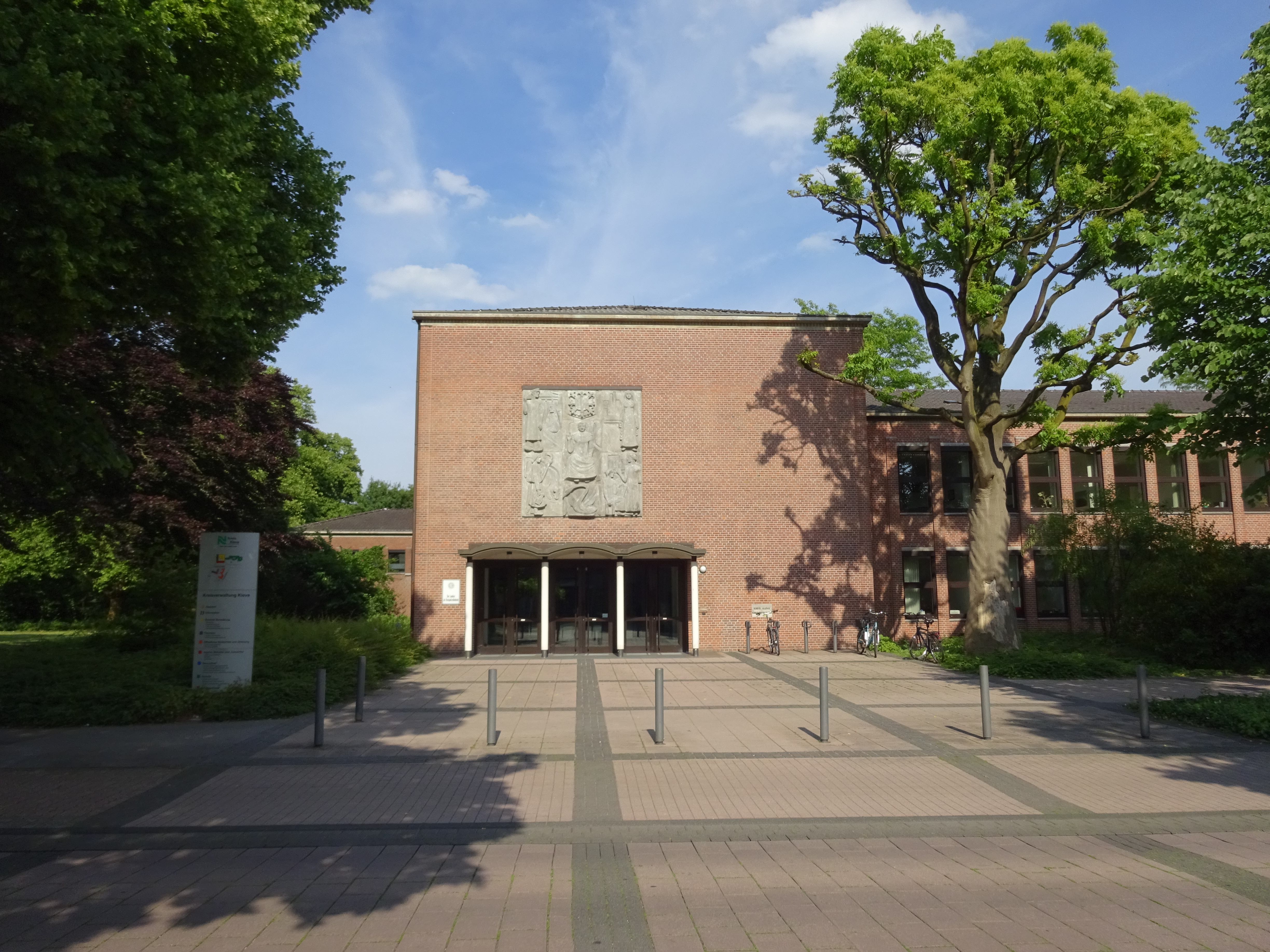
Hoofdkantoor Kreis Kleve aan de Nassauerallee in Kleef
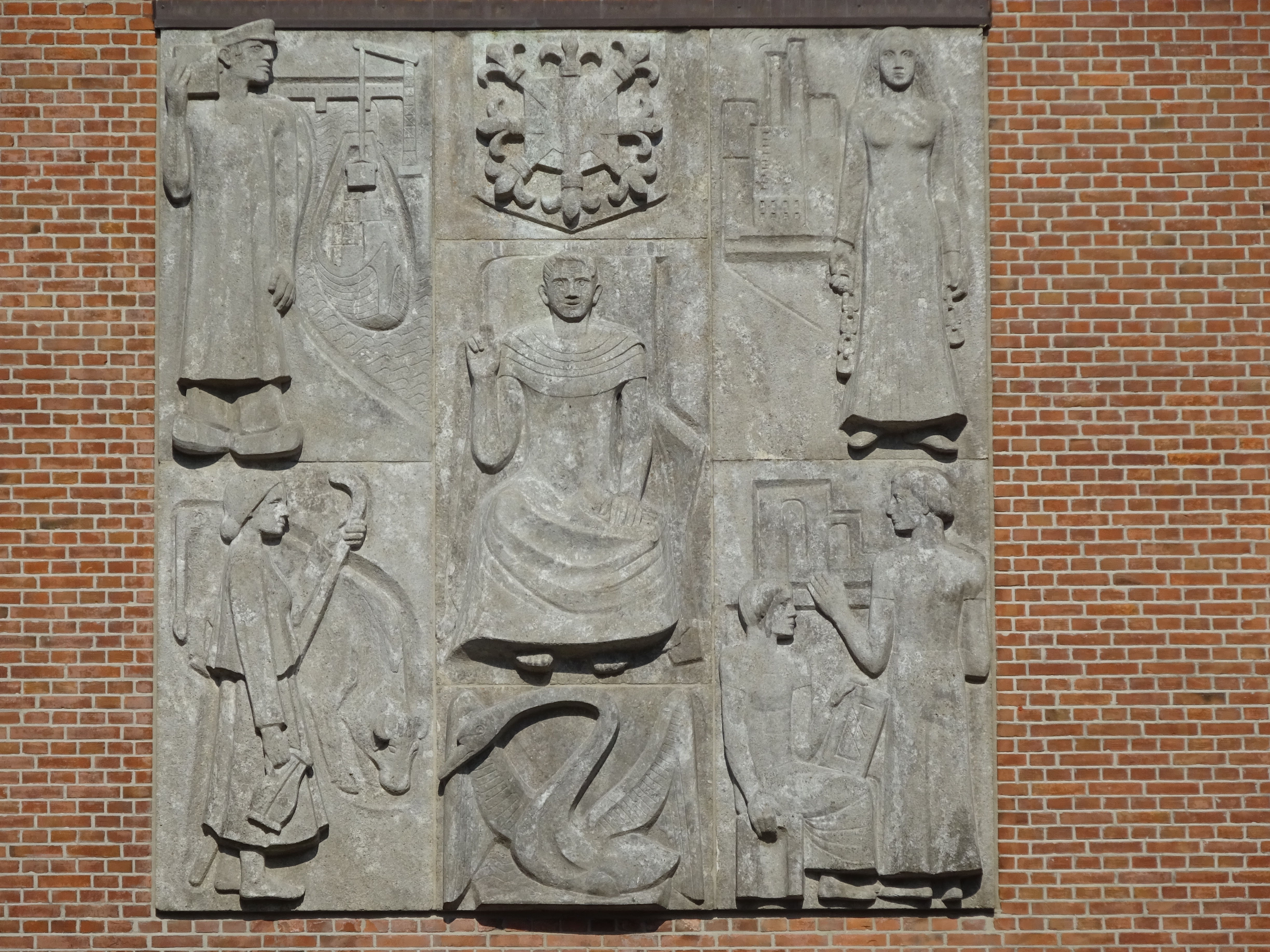
Reliëf door Alfred Sabisch aan het kantoor van Kreis Kleve
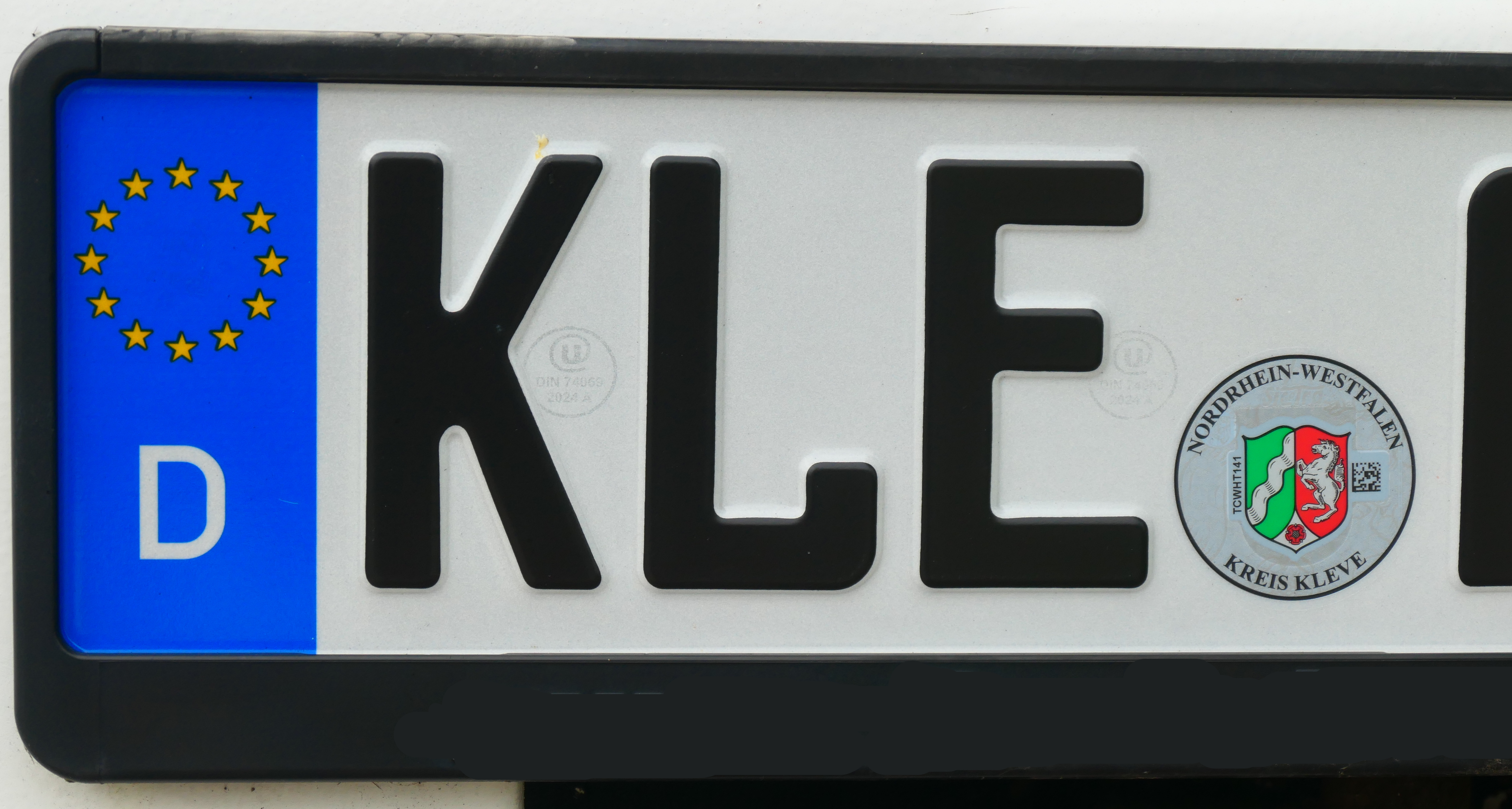
KLE-kenteken
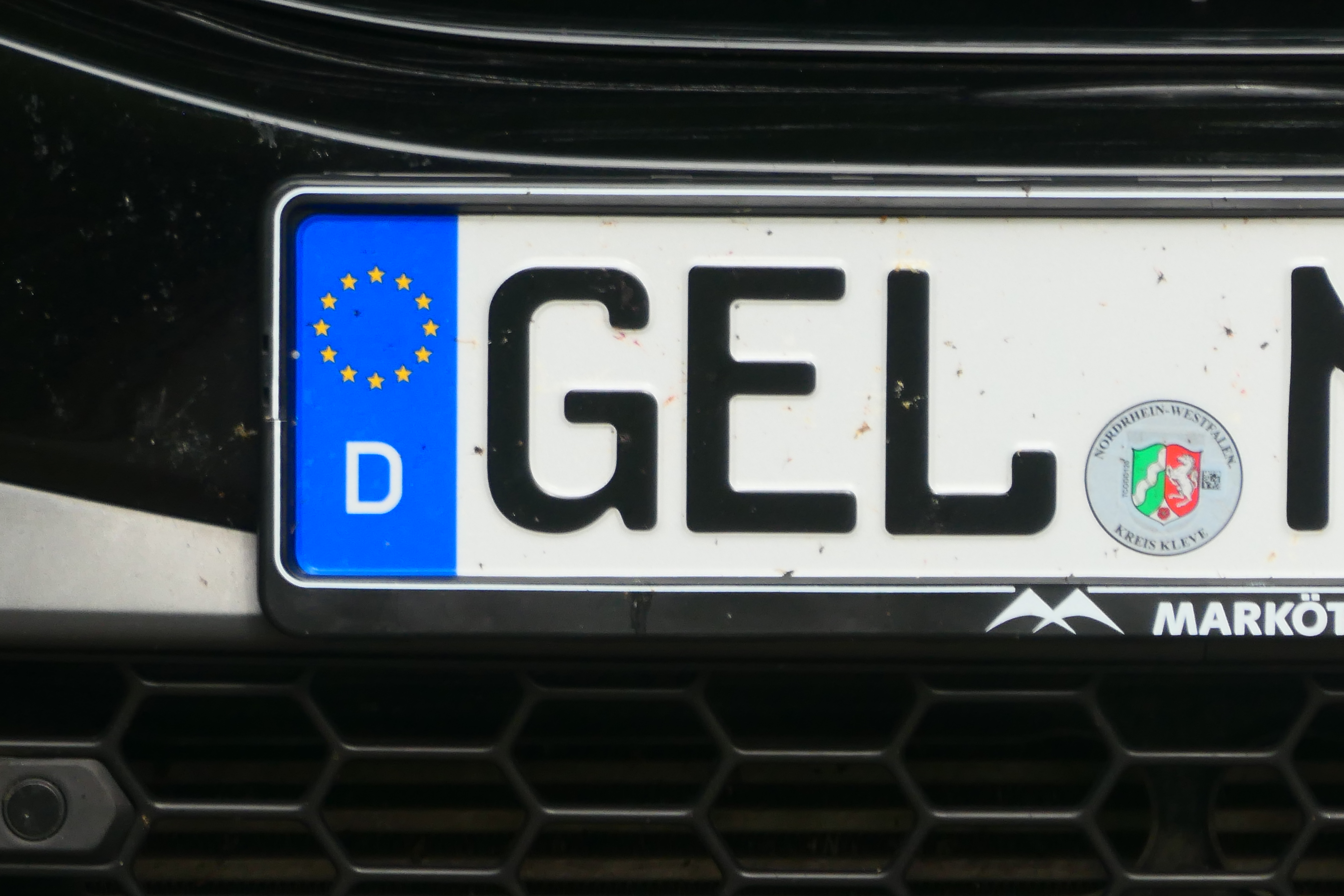
GEL-kenteken